# Police Gazette
Police Gazette ist ein abstraktes Gemälde des US-amerikanischen Malers Willem de Kooning aus dem Jahr 1955. In der Literatur und der Presse wird dieses Bild in der Regel als Landschaftsgemälde bezeichnet.
Bei einer Auktion bei Christie’s am 11. Oktober 2006 wurde Police Gazette für 63,5 Millionen Dollar verkauft. Nach Woman III, das im November 2006 von dem gleichen Käufer für 137,5 Millionen Dollar erworben wurde, ist das der zweithöchste Preis, der bisher für ein Bild de Koonings gezahlt worden ist.

## Geschichte
De Kooning verkaufte das Bild noch in seiner New Yorker Zeit an seinen damaligen Galeristen Sidney Janis, der es an den Kunsthändler und Grafiksammler Eugene Thaw (* 1927) weiterverkaufte. Thaw verkaufte das Bild an das Sammlerpaar Robert und Ethel Skull. 1973 wurde das Bild bei Sotheby’s angeboten und von dem Baseler Kunstsammler Ernst Beyeler für 180.000 Dollar ersteigert, was zu diesem Zeitpunkt einen Rekordpreis sowohl für einen de Kooning als auch für ein Bild eines lebenden amerikanischen Künstlers bedeutete.
Das Bild gelangte dann zu einem nicht bekannten Zeitpunkt in den Besitz von Stephen A. Wynn, einem Milliardär, Casinoinhaber und Kunstsammler aus Las Vegas. In den späten 1990er Jahren kam das Bild in die Sammlung von David Geffen, der das Bild durch Vermittlung der New Yorker Richard Gray Gallery zusammen mit Roy Lichtensteins „Torpedo … LOS“ (1963) von Wynn erwarb. 2008 verkaufte David Geffen privat das Bild de Koonings zusammen mit False Start von Jasper Johns für insgesamt 143,5 Millionen Dollar.
Anders als bei den in Auktionen versteigerten Kunstwerken, existieren für Bilder, die privat zu angeblich hohen Preisen verkauft worden sind, keine Belege, da die Käufer oft geheim bleiben wollen, und die Auktionshäuser nicht verpflichtet sind, private Käufe offenzulegen.

## Beschreibung
Das eher kleinformatige, fast quadratische Bild wird von den Farben Gelb und Rot dominiert, zu denen an wenigen Stellen Weiß, Hell- und Dunkelblau, Grün sowie ein blasses Pink kommen. Die an einen Flickenteppich oder an das Luftbild einer Landschaft erinnernde Komposition hat dem Bild wohl die Kategorisierung als Landschaftsbild eingetragen. Die einzelnen pastosen Farbflecken, die mehr oder weniger grob mit Kohle konturiert sind, sind mit heftigen Pinselstrichen aufgetragen.
De Kooning verwendete neben konventioneller Ölfarbe und Kohle auch die bei vielen seiner damaligen Künstlerkollegen beliebte enamel paint, eine auf Öl basierende Farbe, die schnell trocknet und dem Bild eine harte, verletzungsunempfindliche und hochglänzende Oberfläche verleiht.